# AWK
AWK — си-подобный сценарный язык построчного разбора и обработки входного потока (например, текстового файла) по заданным шаблонам (регулярным выражениям). Может использоваться в сценариях командной строки.
Название AWK складывается из первых букв фамилий разработчиков языка — Ахо, Уайнбергера (англ. Peter J. Weinberger) и Кернигана. Первая версия была написана в 1977 году в AT&T Bell Laboratories.

## Структура программы
AWK рассматривает входной поток как список записей. Каждая запись делится на поля. На основе этой информации выполняется некоторый определённый программистом алгоритм обработки. По умолчанию разделителем записей является символ новой строки (то есть записи — это то же самое, что строки), разделителем полей — символ пробела или табуляции, или последовательность таких символов. Символы-разделители можно явно определить в программе. Символ-разделитель полей можно определить и в командной строке.
AWK-программа состоит из операторов (правил), имеющих вид:
```
шаблон
 
{
действие
}

шаблон
 
{
действие
}

…

```

Каждая запись поочерёдно сравнивается со всеми шаблонами, и каждый раз, когда она соответствует шаблону, выполняется указанное действие. Если шаблон не указан, то действие выполняется для любой записи. Если не указано действие, то запись выводится. В AWK также существует 2 предопределённых шаблона BEGIN и END. BEGIN выполняется до начала обработки входного потока. END — после обработки последней записи входного потока.
Действие может состоять из последовательности операторов, разделяемых точкой с запятой, переводом строки или закрывающей скобкой.

## Конструкции языка

### Условия
```
if
(
условие
)

{

    
Список
 
действий
 
1

}

else

{

    
Список
 
действий
 
2

}

```

### Циклы

#### do
```
do
{

    
Тело
 
цикла

}
while
 
(
условие
)

```

#### while
```
while
(
условие
){

    
Тело
 
цикла

}

```

#### for (индексная форма)
Цикл for в форме, ориентированной на обработку индексных массивов, имеет вид:
```
for
(
секция
 
инициализации
;
секция
 
условия
;
секция
 
обновления
 
итератора
){

    
Тело
 
цикла

}

```

Пример реализации:
```
for
 
(
i
=
1
;
 
i
<=
NF
;
 
i
++
)

        
words
[
tolower
(
$
i
)]
++

```

#### for (ассоциативная форма)
Цикл for в форме, ориентированной на обработку ассоциативных массивов, имеет вид:
```
for
(
итератор
 
in
 
массив
){

    
Тело
 
цикла

}

```

## Встроенные переменные
| Переменная | Содержание                                           | Значение по умолчанию     |
| ---------- | ---------------------------------------------------- | ------------------------- |
| ARGC       | Число аргументов командной строки                    | -                         |
| ARGV       | Массив аргументов командной строки                   | -                         |
| ENVIRON    | Массив, содержащий переменные окружения              | -                         |
| FILENAME   | Обрабатываемый входной файл                          | -                         |
| FNR        | Номер записи в текущем файле                         | -                         |
| FS         | Разделитель полей записи на вводе                    | пробел(ы) и/или табуляция |
| NF         | Число полей в текущей записи                         | -                         |
| NR         | Номер записи (общее число считанных записей)         | -                         |
| OFMT       | Формат распечатки чисел                              | %.6g                      |
| OFS        | Разделитель полей записи на выводе (символ)          | пробел(ы) и/или табуляция |
| ORS        | Разделитель записей на выводе AWK-программы (символ) | \0                        |
| RS         | Разделитель записей на вводе (символ)                | \0                        |
| RSTART     | Позиция начала подстроки, найденной функцией match   | -                         |
| RLENGTH    | Длина подстроки, найденной функцией match            | -                         |
| SUBSEP     | Разделитель индексов в многомерных массивах          | \034                      |

## Примеры
«Hello world!»
```
BEGIN
{
print
 
"Hello World!"
;
 
exit
}

```

Печать длины самой длинной строки:
```
{
 
if
 
(
length
(
$
0
)
 
>
 
max
)
 
max
 
=
 
length
(
$
0
)
 
}

END
 
{
 
print
 
max
 
}

```

Печать всех строк длиннее 80 символов:
```
{
 
if
 
(
length
(
$
0
)
 
>
 
80
)
 
print
 
$
0
 
}

```

Печать всех строк, имеющих хотя бы одно поле:
```
NF
 
>
 
0

```

Печать количества строк в файле:
```
END
 
{
 
print
 
NR
 
}

```

Печать строк, номера которых кратны 3:
```
{
 
if
 
(
FNR
%
3
==
0
)
 
print
 
$
0
 
}

```

Печать остатка входной строки, следующего за первыми тремя полями:
```
{

    
# поиск начала 4-го поля...

    
match
(
$
0
,
/[ \t]*[^ \t]*[ \t]*[^ \t]*[ \t]*[^ \t]*[ \t]*/
)

    
# ...печать остатка входной строки с найденной позиции

    
print
 
substr
(
$
0
,
1
+
RLENGTH
)

}

```